# Océane Babel
Océane Babel (* 26. Februar 2004) ist eine französische Tennisspielerin.

## Karriere
Babel begann mit fünf Jahren das Tennisspielen, nachdem sie vorher auf der Wii geübt hatte, und bevorzugt laut ITF-Profil Sandplätze.
Sie spielt bislang im Club Sarcellois Tennis im Département Seine-Saint-Denis und tritt überwiegend auf Turnieren der ITF Juniors World Tennis Tour und der ITF Women’s World Tennis Tour an, wo sie bislang vier Doppeltitel gewinnen konnte.
Sie wurde 2017 französische Meisterin der U13 und wiederholte diesen Erfolg ein Jahr später in der U16.
2019 trat sie mit ihrer Partnerin Célia Belle Mohr im Juniorinnendoppel der French Open an. Die beiden verloren aber bereits ihr erstes Match gegen die US-amerikanische Paarung Hurricane Tyra Black und Lea Ma mit 3:6 und 3:6.
Bei den French Open 2020 erreichte sie im Juniorinneneinzel das Viertelfinale, wo sie der späteren Halbfinalistin Polina Kudermetowa mit 3:6 und 5:7 unterlag. Im Juniorinnendoppel erreichte sie mit Partnerin Flavie Brugnone das Achtelfinale.
Im März 2021 belegte sie jeweils den sechsten Platz im Einzel und Doppel der Junioren-Weltrangliste der ITF. Anfang Mai erhielt sie eine Wildcard für das Hauptfeld im Dameneinzel der mit 60.000 US-Dollar dotierten Engie Open Saint-Gaudens 31 Occitanie, wo sie aber bereits in der ersten Runde Julia Grabher mit 3:6 und 3:6 unterlag. Ende Mai 2021 erhielt sie eine Wildcard für das Hauptfeld der French Open, ihrem ersten Grand-Slam-Turnier.

## Turniersiege

### Doppel
| Nr. | Datum             | Turnier  | Kategorie | Belag             | Partnerin          | Finalgegnerinnen                         | Ergebnis          |
| --- | ----------------- | -------- | --------- | ----------------- | ------------------ | ---------------------------------------- | ----------------- |
| 1.  | 24. Juli 2021     | Amarante | ITF W15   | Hartplatz         | Lucie Nguyen Tan   | Priska Madelyn Nugroho Federica Rossi    | 6:4, 6:2          |
| 2.  | 12. März 2022     | Amiens   | ITF W15+H | Sand (Halle)      | Lucie Nguyen Tan   | Tatiana Pieri Federica Rossi             | 6:3, 6:4          |
| 3.  | 30. April 2022    | Kairo    | ITF W25   | Sand              | Weronika Falkowska | Caijsa Wilda Hennemann Marija Tkatschowa | 6:4, 6:1          |
| 4.  | 26. November 2022 | Lousada  | ITF W15   | Hartplatz (Halle) | Leonie Küng        | Celia Cerviño Ruiz Tess Sugnaux          | 7:63, 5:7, [10:2] |